# C2 kubická interpolace
C2 kubická interpolace je metoda používaná v numerické matematice pro nalezení přibližné hodnoty funkce v nějakém intervalu. Patří do skupiny interpolací křivek po obloucích, tj. každý úsek mezi dvěma opěrnými body se interpoluje zvlášť. Pro C2 interpolační křivku musí být zabezpečena C2 spojitost, tj. až do řádu 2. (U C1 kubické interpolace postačuje spojitost pouze do první derivace křivky.)

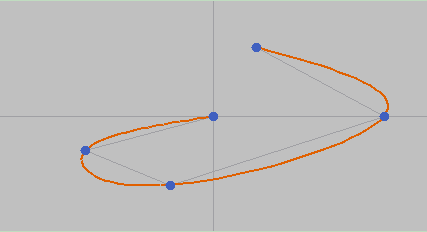
Příklad C2 kubické spline křivky

Splajny byly studovány už začátkem 20. století. Označení „spline“ použil poprvé v roce 1946 Shoenberg. Původně byla tímto názvem označována speciální pružná dřevěná nebo kovová pravítka, kterých používali konstruktéři, když při vytváření návrhů trupů lodí potřebovali zadanými body proložit hladkou křivku.

## Odkazy

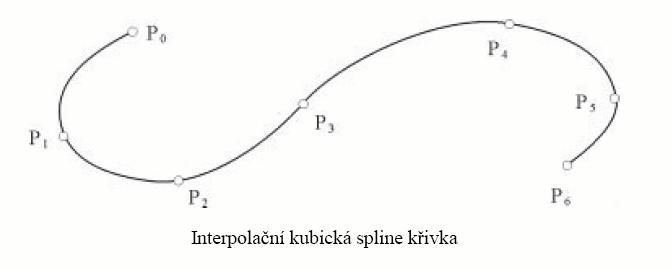
Interpolační kubická spline křivka